# Cauville-sur-Mer
Cauville-sur-Mer település Franciaországban, Seine-Maritime megyében. Lakosainak száma 1679 fő (2022. január 1.). Cauville-sur-Mer Fontenay, Heuqueville, Mannevillette, Octeville-sur-Mer és Saint-Jouin-Bruneval községekkel határos.

## Népesség
A település népességének változása:
| Lakosok száma | 1465 | 1488 | 1564 | 1547 | 1571 | 1594 | 1599 | 1618 | 1679 |
|               | 2013 | 2015 | 2016 | 2017 | 2018 | 2019 | 2020 | 2021 | 2022 |